# ロール・ピジョン
ロール・ピジョン（Laure Pigeon, 1882年 - 1965年）はフランスの画家。アウトサイダー・アーティストの一人に数えられる。

## 経歴
29歳のときに歯科医の夫と結婚したが、幾度の衝突の末に別居し、1953年に死別している。夫の死後はノジャン＝シュル＝マルヌのアパートで降霊術を用いて、亡くなるまでに多くの絵画を残している。
スイスのローザンヌにあるアール・ブリュット・コレクションには彼女の作品が展示されている。